# 灰華多爾介
灰華多爾介（学名：Doratocythere cinexia）为粗面介科多爾介屬下的一个种。